# Heresiarches lieftincki
Heresiarches lieftincki är en stekelart som beskrevs av Heinrich 1934. Heresiarches lieftincki ingår i släktet Heresiarches och familjen brokparasitsteklar. Inga underarter finns listade i Catalogue of Life.